# Ayo Dosunmu
Quamdeen Ayo Dosunmu (Chicago, 17 gennaio 2000) è un cestista statunitense.
Dal 2021, fa parte dei Chicago Bulls.

## Carriera
È stato selezionato dai Chicago Bulls al secondo giro del Draft NBA 2021 (38ª scelta assoluta).

## Statistiche

### NCAA
| Anno      | Squadra                  | PG | PT | MP   | TC%  | 3P%  | TL%  | RP  | AP  | PRP | SP  | PP   |
| --------- | ------------------------ | -- | -- | ---- | ---- | ---- | ---- | --- | --- | --- | --- | ---- |
| 2018-2019 | Illinois Fighting Illini | 32 | 32 | 31,1 | 43,5 | 35,2 | 69,5 | 4,0 | 3,3 | 1,3 | 0,3 | 13,8 |
| 2019-2020 | Illinois Fighting Illini | 30 | 30 | 33,5 | 48,4 | 29,6 | 75,5 | 4,3 | 3,3 | 0,8 | 0,2 | 16,6 |
| 2020-2021 | Illinois Fighting Illini | 28 | 28 | 35,1 | 48,8 | 39,0 | 78,3 | 6,3 | 5,3 | 1,1 | 0,2 | 20,1 |
| Carriera  | Carriera                 | 90 | 90 | 33,1 | 47,0 | 34,5 | 75,0 | 4,8 | 3,9 | 1,1 | 0,2 | 16,7 |

#### Massimi in carriera
- Massimo di punti: 36 vs Missouri (12 dicembre 2020)[1]
- Massimo di rimbalzi: 12 (2 volte)
- Massimo di assist: 12 vs Wisconsin-Madison (6 febbraio 2021)
- Massimo di palle rubate: 4 (2 volte)
- Massimo di stoppate: 2 (3 volte)
- Massimo di minuti giocati: 42 vs Nebraska-Lincoln (12 febbraio 2021)

### NBA

#### Regular Season
| Anno      | Squadra       | PG  | PT  | MP   | TC%  | 3P%  | TL%  | RP  | AP  | PRP | SP  | PP   |
| --------- | ------------- | --- | --- | ---- | ---- | ---- | ---- | --- | --- | --- | --- | ---- |
| 2021-2022 | Chicago Bulls | 77  | 40  | 27,4 | 52,0 | 37,6 | 67,9 | 2,8 | 3,3 | 0,8 | 0,4 | 8,8  |
| 2022-2023 | Chicago Bulls | 80  | 51  | 26,2 | 49,3 | 31,2 | 80,5 | 2,8 | 2,6 | 0,8 | 0,3 | 8,6  |
| 2023-2024 | Chicago Bulls | 76  | 37  | 29,1 | 50,1 | 40,3 | 81,0 | 2,8 | 3,2 | 0,9 | 0,5 | 12,2 |
| 2024-2025 | Chicago Bulls | 46  | 26  | 30,3 | 49,2 | 32,8 | 78,5 | 3,5 | 4,5 | 0,9 | 0,4 | 12,3 |
| Carriera  | Carriera      | 279 | 154 | 28,0 | 50,2 | 36,1 | 77,3 | 2,9 | 3,3 | 0,8 | 0,4 | 10,2 |

#### Playoffs
| Anno     | Squadra       | PG | PT | MP   | TC%  | 3P%  | TL% | RP  | AP  | PRP | SP  | PP  |
| -------- | ------------- | -- | -- | ---- | ---- | ---- | --- | --- | --- | --- | --- | --- |
| 2022     | Chicago Bulls | 5  | 1  | 17,1 | 30,8 | 23,1 | 100 | 2,6 | 2,2 | 0,2 | 0,0 | 4,0 |
| Carriera | Carriera      | 5  | 1  | 17,1 | 30,8 | 23,1 | 100 | 2,6 | 2,2 | 0,2 | 0,0 | 4,0 |

#### Massimi in carriera
- Massimo di punti: 26 vs Minnesota Timberwolves (10 aprile 2022)[2]
- Massimo di rimbalzi: 10 vs Memphis Grizzlies (17 gennaio 2022)
- Massimo di assist: 14 vs Indiana Pacers (4 febbraio 2022)
- Massimo di palle rubate: 5 vs Cleveland Cavaliers (31 dicembre 2022)
- Massimo di stoppate: 3 (2 volte)
- Massimo di minuti giocati: 45 vs Minnesota Timberwolves (10 aprile 2022)

## Palmarès

### NCAA
- Bob Cousy Award (2021)

### NBA
- NBA All-Rookie Second Team (2022)